# Tory Island
Toraigh of Tory Island is een afgelegen eiland voor de kust van County Donegal, Noordwest-Ierland. Het eiland ligt op 12 kilometer van Cnoc Fola (Bloody Foreland) en is ongeveer 5 km lang en 1 km breed. Er leven ongeveer 200 mensen in twee nederzettingen: An Baile Thiar (de Westelijke Nederzetting ) en An Baile Thoir (de Oostelijke Nederzetting).
Toraigh heeft behalve een aantal kliffen met spectaculaire vergezichten ook een rijke en een gevarieerde geschiedenis.

## Geschiedenis
Het eiland werd 4500 jaar geleden voor het eerst bewoond, zoals een dolmen uit de steentijd bewijst. Het fort van Dun Bhaloir was in de ijzertijd volgens de lokale folklore de zetel van Balor na Sile Nirnhe (Balor met het boze oog), een mythische heerser over het eiland.
In de 6de eeuw na Christus werd op het eiland een klooster gesticht door St. Colmcille, afkomstig uit Gartan in het huidige Glenveagh National Park. Het klooster organiseerde de landbouw en visserij op het eiland maar was regelmatig het doel van aanvallen door piraten. In 1595 werd het klooster platgebrand.
De vlucht van de Gaelic stamhoofden uit Ierland in 1607 voor de Engelsen bracht een aantal volgelingen ertoe om in 1608 hun toevlucht te zoeken op Toraigh. Maar de Engelsen achtervolgden hen tot op het eiland en brachten 60 van hen om. Het bloedbad leeft tot op de dag van vandaag voort in de herinnering van de eilandbewoners.
In 1653 werd John Stafford, een officier van Oliver Cromwell, de eigenaar van Toraigh en de eilandbewoners werden gedwongen om belasting en huur te betalen. Na de komst van de aardappel bloeide de landbouw op. De grote hongersnood van 1845 op het vasteland van Ierland zorgde voor een stijging van het aantal inwoners tot 400.
Tijdens de rebellie van 1798 vond vlak bij Tory een zeeslag plaats tussen de Engelse en de Franse marine. De uitkomst was dat een geplande invasie van Ierland door de Fransen en Ierse ballingen werd voorkomen.
De aardappelziekte bereikte het eiland niet, maar de bevolkingsgroei kon eigenlijk niet worden opgevangen door de landbouw op het eiland. De eilandbewoners leefden in armoede en weigerden nog langer hun belasting te betalen. In 1884 werd het Engelse oorlogsschip HMS Wasp naar het eiland gestuurd om de achterstallige betalingen te innen, maar het schip strandde op het eiland vlak bij de vuurtoren. 52 opvarenden verdronken. Ter nagedachtenis aan het ongeluk richtten de eilandbewoners de Cursing Stone op. Verhalen over schipbreuken en smokkelen zijn een belangrijk deel van de eilandfolklore.
Bij de volkstelling van 1911 leefden er nog maar 311 bewoners op het eiland. Zoals veel Ieren waren veel bewoners vertrokken naar Amerika. Andere eilandbewoners trokken voor seizoenwerk naar Schotland. Als gevolg daarvan daalde de landbouwproductie op het eiland. In 1980 kreeg het eiland elektriciteit en stromend water en werd een dagelijkse veerverbinding met het Ierse vasteland ingesteld.

## De Koning van Tory
Het eiland heeft een koning, die wordt gekozen door de bewoners. De Rí Thoraí (Iers voor Koning van Tory) heeft geen werkelijke macht maar fungeert als woordvoerder van de bevolking op het eiland. Zo verwelkomt hij bezoekers op het eiland. De meeste bezoekers brengen mandarijnen mee voor de koning. De laatste koning was Patsy Dan Rodgers die overleed in 2018.